# (886) Washingtonia
(886) Washingtonia – planetoida z grupy pasa głównego asteroid okrążająca Słońce w ciągu 5 lat i 244 dni w średniej odległości 3,18 au. Została odkryta 16 listopada 1917 roku w Waszyngtonie przez George Petersa. Nazwa pochodzi od George Washingtona (1732–1799), pierwszego prezydenta Stanów Zjednoczonych. Przed nadaniem nazwy planetoida nosiła oznaczenie tymczasowe (886) 1917 b.